# Borgarknappur
Borgarknappur è un rilievo alto 574 metri sul mare situata sull'isola di Suðuroy, situata nell'arcipelago delle Isole Fær Øer, in Danimarca.